# 香港銅鑼灣智選假日酒店

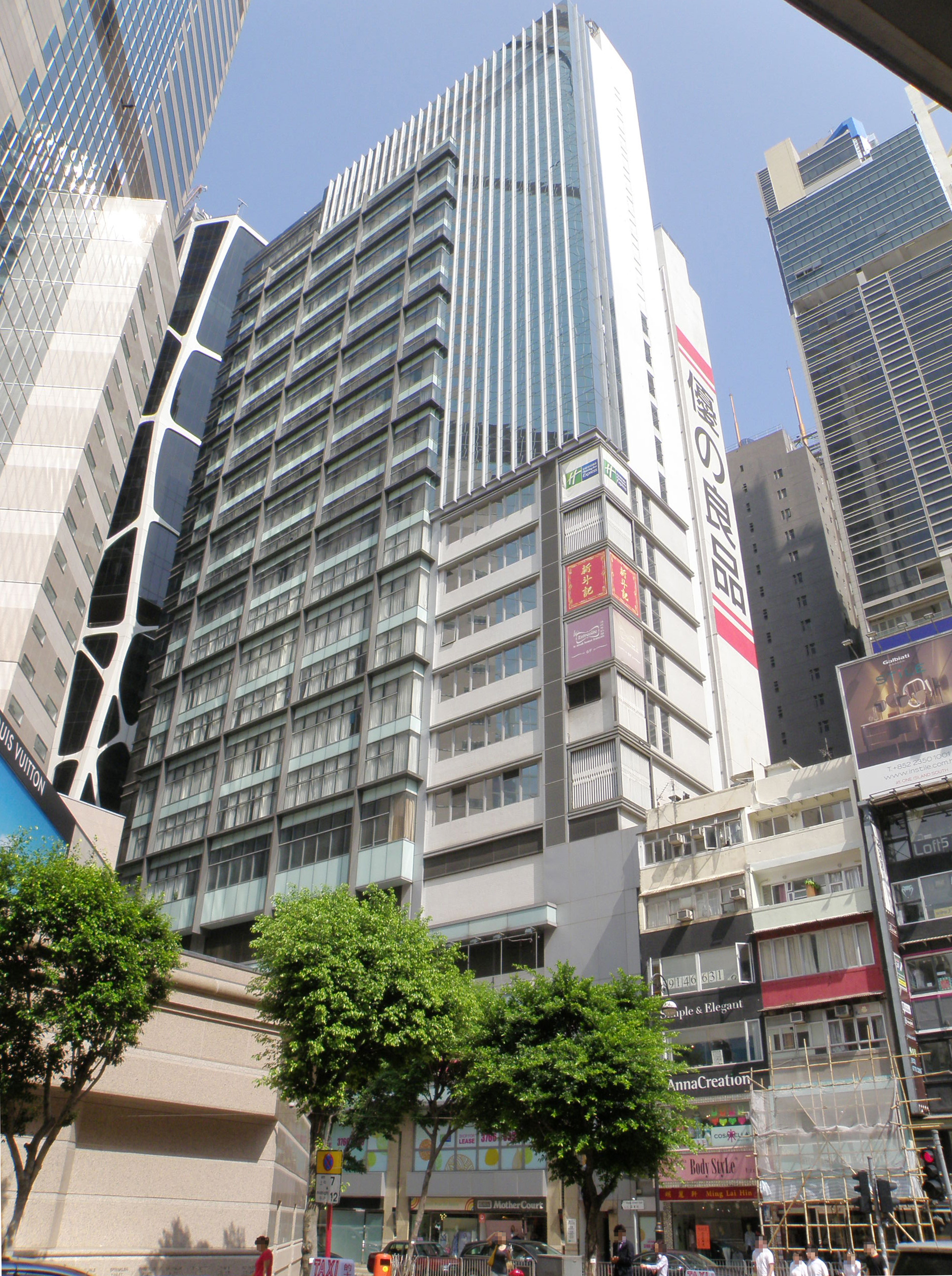
香港銅鑼灣智選假日酒店

香港銅鑼灣智選假日酒店（英語：Holiday Inn Express Hong Kong Causeway Bay），前稱香港銅鑼灣快捷假日酒店（英語：Express by Holiday Inn CAUSEWAY BAY Hotel），為香港的一間三星級酒店，位處於香港島銅鑼灣霎東街33號，鄰近港鐵銅鑼灣站，楼高29层，酒店於2005年開幕，共提供282間客房，由已故前新鴻基地產主席郭炳湘家族擁有，洲际酒店集團管理。

## 酒店設施
- 商務中心
- 會議室
- 餐廳
- 咖啡店

## 餐廳
- 新斗記 (中菜) 餐廳資料 （页面存档备份，存于）
- 法式牛扒屋 (法國菜扒房 西餐廳) 餐廳資料 （页面存档备份，存于）

## 參看
- 香港酒店列表
- 香港金域假日酒店
- 洲际酒店

## 外部連結
- 香港銅鑼灣智選假日酒店 （页面存档备份，存于）